# Eudonia scoriella
Eudonia scoriella là một loài bướm đêm trong họ Crambidae.